# Barbatona
Barbatona es una pedanía perteneciente al municipio de Sigüenza, en la provincia de Guadalajara, España. Tiene una población fija de 15 habitantes según el censo del INE de 2011.

## Historia
Hacia mediados del siglo XIX, el lugar tenía contabilizada una población de 48 habitantes. La localidad aparece descrita en el tercer volumen del Diccionario geográfico-estadístico-histórico de España y sus posesiones de Ultramar de Pascual Madoz de la siguiente manera:

BARBATONA: ald. con ayunt. en la prov. de Guadalajara (13 leg.), part. jud. y adm. de rent. de Sigüenza (1), aud. terr. de Madrid (23). c. g. de Castilla la Nueva; sit. sobre una lastra en medio de 2 cerritos que la dominan; goza de clima templado y sus enfermedades comunes son las "ercianas; tiene 15 casas sin ninguna simetría; 1 escuela á la que asisten 10 niños, que pagan una corta retribucion en grano, é igl. que fué erigida en parr., en 1790; está dedicada á San Andrés, y nada ofrece el edificio de particular, sino su poca solidez y pobreza; no asi la ermita de Ntra. Sra. de la Soledad, que puede llamarse suntuosa y bonita, hecha á espensas del señor Bullon, ob. de la dióc., á principios del siglo pasado: en los afueras, y al N. se halla el cementerio. Confina el térm. por N. con Guijosa, E. Estrigana, S. Torre Sabiñan, O. Sigüenza; comprende 500 fan. de terreno roturado, algunos corrales para ganados, 1 monte pinar al N. y otro robledal al O.; le baña 1 riach. que nace á 40 pasos de la ald., y tiene también varias fuentes de buenas aguas, siendo la mas abundante la que sirve para el consumo de los vec., que se halla muy cerca de las casas; el terreno es escabroso y con muchos peñascos; los caminos son locales y de herradura; el correo re recibe en Sigüenza por los mismos interesados; prod.: trigo, centeno, avena, garbanzos, patatas y alguna que otra hortaliza; se mantiene algun ganado lanar, vacuno, asnal y de cerda, y se cria alguna caza menor; pobl.: 16 vec., 48 alm.; cap. prod.: 265,000 rs.; imp.: 16,500; contr. 751; presupuesto municipal 600, del que se paga una gratificacion insignificante al secretario, y se cubre con repartimiento vecinal.
(Madoz, 1846, p. 398)

## Patrimonio
Destaca el Santuario de Nuestra Señora de la Salud, edificio del siglo XVIII, que sustituyó a otro del siglo XII que había conseguido cierta fama entre los peregrinos.